# Brande
 Denne artikel omhandler byen Brande. Der er også andre byer med dette navn, se Brande (flertydig).
Brande er en by i Midtjylland med 7.465 indbyggere  (2024), beliggende 12 km sydvest for Ejstrupholm, 14 km nordvest for Give, 26 km syd for Herning og 26 km syd for Ikast. Byen hører til Ikast-Brande Kommune og ligger i Region Midtjylland. I 1970-2006 var byen kommunesæde i Brande Kommune.

## Sogn og kirker
Brande hører til Brande Sogn. Brande Kirke, som stammer fra sidste halvdel af 1100-tallet, ligger i byen. I 1972-1974 blev Baptistkirken opført af menighedens egne medlemmer ved hjælp af genbrugte bygningssten og andre materialer direkte fra naturen.

## Geografi
Brande Å løber gennem byen, bl.a. gennem Anlægget, og udmunder 3 km nordvest for byen i Skjern Å. Denne løber på sin vej nord om byen gennem to opdæmmede søer. Vest for Brande ligger Brandlund Bakker. 5 km nord for byen starter et større hedeområde.

## Seværdigheder
Brande Museum, oprettet 1928, er et historisk egnsmuseum med udstillinger af stenalderkultur og tekstilproduktion i Midt- og Vestjylland.
I 1968 besluttede man at sætte en række kunstnere, bl.a. Kaj Führer, Poul Agger, Hans Christian Rylander og Knud Bjørn-Knudsen til at lave farvestrålende gavlmalerier på byens husgavle.
I 1969 blev Brande udnævnt til Årets By i Jyllands-Posten. Æresflisen, der fulgte med, blev i første omgang placeret på det daværende rådhus. Den er senere nedlagt i flisebelægningen på Torvet.
Siden 2015 har Brande arrangeret en årlig StreetArt Festival, hvor professionelle kunstnere skaber spektakulære vægmalerier, som tusindvis af mennesker kommer for at se.

## Faciliteter
- Dalgasskolen har 350 elever, fordelt på 0.-6. klassetrin. Skolen har 5 specialklasser og ca. 50 ansatte.[3]
- Artium har ca. 600 elever, heraf 150 på 0.-3. klassetrin og 150 på 4.-6. klassetrin, hvor skolen er tosporet. På 7.-9. klassetrin, hvor den er overbygningsskole for Dalgasskolen og Blåhøj Skole, har den 300 elever i 4 spor. Der er SFO med ca. 230 børn. Ikast-Brande Kommunes Ungdomsskole har en afdeling på skolen.
- Brande har 5 børnehaver: Brande Børnehave med 60 børn, idrætsbørnehaven Tumlehøj med 60 børn, Børnehuset med 82 børn og Åhaven med 50 børn. Vibereden har foruden 85 børnehavebørn også vuggestue med 22 børn.
- Brande Hallerne har 3 idrætshaller med i alt 16 badmintonbaner, håndboldbaner og fodboldbaner. Hallerne kan endvidere benyttes til volleyball, basketball, tennis, gymnastik og dans samt sportsstævner, fester, generalforsamlinger og sportsbegivenheder på storskærm.[4]
- Ved hallerne ligger også Brande Svømmecenter med en 58 meter lang rutsjebane og en rutsjebane for de mindre. Ved det store bassin er der vipper på 1 og 3 meter samt en 6 meter høj klatrevæg. Børnebassinet har en dybde på 30 centimeter og en temperatur på 32° C. Varmtvandsbassinet med 34° C er handicapvenligt og har loftlift fra både herre- og dameomklædningen direkte i vandet. Desuden er der spa og flere saunaer, også med infrarødt lys.[5]
- Brande Højskole henvender sig især til voksne og unge med læse- og skrivevanskeligheder, til skoletrætte unge og til indvandrere.
- Hotel Dalgas kan rumme arrangementer med op til 220 personer.
- Brande har en Kvickly, 4 discountbutikker, mange specialforretninger, 2 cafeer, flere fastfoodrestauranter, apotek, læger og tandlæger samt afdelinger af 3 pengeinstitutter: Jyske Bank, Den Jyske Sparekasse og Nordea.

Ikast-Brande Gymnasium, International School Ikast-Brande, Ikast-Brande Ungdomscenter med 10. klasse og Ikast-Brande Kommunale Musikskole ligger i Ikast.

## Historie
Navnet "Brande" har været stedbetegnelse i 800 år og stammer fra de afbrændinger af skov og hede, som man foretog for at opdyrke jorden.

### Landevejsbyen
Brande var kun en håndfuld gårde samt præstebolig og degnebolig, da der i 1800-tallet kom landevej og blev bygget kro. I 1879 blev Brande beskrevet således: "Brande med Kirke, Skole, Præstegaard, Veirmølle, Kro, Kjøbmandshandel og Farveri".
I 1904 blev byen beskrevet således: "Brande (1329: Brønyld, 1340: Brunld, 1524: Bronlø), ved Landevejen, med Kirke, Præstegd., Skole, Missionshus (opf. 1898), Forsamlingshus (opf. 1888), Lægebolig, Sparekasse (opr. 1873...Antal af Konti 914), Andelsmejeri, Købmandshdlr., Bagerier, Farveri, Kro, Markedsplads (Marked i Aug. og Sept.) og Postekspedition". Det lave målebordsblad fra 1900-tallet viser desuden telefoncentral, jordemoderhus, fabrik og baptistkirke,

### Jernbanen
Brande fik i 1914 jernbanestation på Vejle-Holstebro-banen, som stadig findes.
I 1917 blev diagonalbanen fra Bramming og Grindsted ført frem til Brande, og i 1920 blev den sidste strækning Brande-Funder Station åbnet, så diagonalbanen mellem Randers og Esbjerg var komplet. Brande Station blev dermed det knudepunkt, hvor de to jyske diagonalbaner krydsede hinanden. Et levn fra denne tid er den gamle rundremise med 14 lokomotivspor. Den er nu restaureret og indrettet som kultur- og konferencecentret RemisenBrande på Gammel Arvadvej.
Langå-Bramming-banen blev nedlagt i 1971. På dens tracé går nu cykel- og gangstien "Den skæve bane" fra Blichersvej i Brande til Grindsted.

### Stationsbyen
Med jernbanen voksede Brande til en købstadslignende stationsby uden dog at blive købstad. Der kom sygehus, biograf og teknisk skole. Efter 2. verdenskrig voksede befolkningstallet også pga. brunkulsproduktionen i de nærliggende Søby Brunkulslejer. Brunkulstogene kørte fra Fasterholt Station via Brande til Vestkraft i Esbjerg og Midtkraft i Aarhus, sidstnævnte helt til slutningen af 1960'erne.

## Erhverv
Bestseller, Brandtex, Biomar og Siemens Wind Power har hovedsæde i Brande. Bestseller offentliggjorde i 2018 planer om opførelse af en ny nordøstlig bydel, Bestseller Village & Tower, og en højhusbygning Bestseller-tårnet på 317 meters højde. I efteråret 2020 blev projektet skrinlagt.

## Galleri
- Dalgasskolen
- Præstelundskolen
- Hallerne
- Højskolen
- Vandrerhjemmet
- Indre Missions Hus